# Stożkówka Singera
Stożkówka Singera (Conocybe singeriana Hauskn.) – gatunek grzybów z rodziny gnojankowatych (Bolbitiaceae).

## Systematyka i nazewnictwo
Pozycja w klasyfikacji według Index Fungorum: Conocybe, Bolbitiaceae, Agaricales, Agaricomycetidae, Agaricomycetes, Agaricomycotina, Basidiomycota, Fungi.
Po raz pierwszy opisał go w 1996 r. Anton Hausknecht na odchodach krów w Holandii, ale prawidłową diagnozę taksonomiczną podał w 1998 r. Polską nazwę podaje internetowy atlas grzybów. Epitet gatunkowy jest tłumaczeniem nazwy naukowej nadanej dla uczczenia mykologa Rolfa Singera.

## Morfologia
Kapelusz
O średnicy 23–28 mm, stożkowaty do dzwonkowatego, bez garbka, gładki do delikatnie prążkowanego, jasno pomarańczowobrązowy, z jaśniejszym, równym brzegiem.
Blaszki
Przyrośnięte, gęste, żółtobrązowe. Krawędzie równe.
Trzon
Wysokość 97–111, grubość 3–4 mm, cylindryczny z bulwiastą podstawą.Powierzchnia gładka, w kolorze kapelusza, nieco jaśniejsza ku wierzchołkowi, pokryta białawym nalotem i resztkami osłony w kolorze powierzchni trzonu.
Miąższ
Bez wyraźnego zapachu
Cechy mikroskopowe
Zarodniki elipsoidalne, gładkie, w 10% KOH czerwonobrązowe, z małym wierzchołkiem, z widocznymi porami rostkowymi na wierzchołkach, 13,6–18,1 × 8,4–11,1 μm, Qe = 1.7. Podstawki maczugowato-wybrzuszone, 4-zarodnikowe, ze sprzążkami u nasady, 23,2–33,3 × 12,6–15,6 μm. Cheilocystydy kolbowate. Skórka kapelusza składa się z komórek o kształcie zbliżonym do kuli i wrzecionowatych, z pileocystydami. Skórka trzonu składa się z równoległych, wielopostaciowych strzępek i kaulocystydami, niektóre (rzadko), o kształcie kolbowatym.

## Występowanie i siedlisko
Podano stanowiska w Ameryce Północnej, Europie i Azji. Brak go w opracowanej w 2003 roku przez Władysława Wojewodę „Krytycznej liście wielkoowocnikowych grzybów podstawkowych Polski”, ale podano jego stanowiska w późniejszych latach. W internetowym atlasie grzybów znajduje się na liście gatunków zagrożonych i wartych objęcia ochroną.
Grzyb koprofilny występujący na łajnie zwierząt roślinożernych.